# FC Bayern Campus
Der FC Bayern Campus ist das Nachwuchsleistungszentrum (NLZ) des FC Bayern München. Er befindet sich im Stadtteil Freimann an der Ingolstädter Straße im Norden der bayerischen Landeshauptstadt München. Der nördliche Teil des Areals liegt bereits auf dem Gebiet der Nachbargemeinde Oberschleißheim.
Der FC Bayern Campus ist Spielstätte sämtlicher Fußball-Jugendmannschaften des Vereins, auch die Frauenmannschaften des FC Bayern tragen dort ihre Heimspiele aus.
Der Begriff des FC Bayern Campus wird synonym für das Gelände als auch für das NLZ selbst verwendet.

## Geschichte
Mitte der 2000er Jahre erwarb der Verein den ca. 33 ha großen Nordteil des Geländes der Fürst-Wrede-Kaserne von der Bundesrepublik Deutschland für die Errichtung eines neuen Vereinsgeländes für die Amateursport-Abteilungen des FCB. Im Mai 2013 kündigte Jugendleiter Wolfgang Dremmler „in den nächsten Jahren“ den Bau einer Jugendakademie mit einer „Mini-Allianz-Arena“ an. Der erste Spatenstich wurde am 16. Oktober 2015 durchgeführt. Die rund 70 Mio. Euro teure Anlage wurde nach fast zwei Jahren Bauzeit am 1. August 2017 eröffnet und in Betrieb genommen. Der Entwurf stammt vom Architekturbüro Albert Speer + Partner (AS+P) in Kooperation mit Joachim Bauer. Das erste Punktspiel trugen die U17-Mannschaften des FCB und des SC Freiburg (2:1) zum Start der Saison 2017/18 aus. Die offizielle Einweihung mit dem symbolischen Durchschneiden des Bandes fand am 21. August 2017 im Beisein von u. a. Ministerpräsident Horst Seehofer, Oberbürgermeister Dieter Reiter und Rainer Koch, Präsident des Bayerischen Fußball-Verbandes, statt.
Im Sommer 2020 gelangten über das WDR-Hintergrundmagazin Sport Inside Rassismus-Vorwürfe innerhalb der Jugendabteilung an die Öffentlichkeit. Ein langjähriger Jugendtrainer in leitender Funktion habe sich unter anderem in einer internen Chat-Gruppe über einen längeren Zeitraum mehrfach rassistisch über Jugendspieler geäußert und innerhalb des Campus ein „Klima der Angst“ verbreitet. Der Verein trennte sich daraufhin von besagtem Trainer und leitete interne Untersuchungen ein. Nach deren Abschluss teilte der Verein mit, in einem Teilbereich des Campus teils erhebliche Verstöße gegen arbeitsrechtliche Pflichten festgestellt zu haben und kündigte strukturelle Veränderungen und einen personellen Neuanfang im Bereich der U9 bis U15 an.

## Beschreibung
Das Gelände liegt etwas mehr als zwei Kilometer südwestlich der Allianz Arena, je nach Standort sogar in Sichtweite. In der Akademie spielen und trainieren 14 Mannschaften des Clubs von der U9 bis zur U19 des Vereins sowie die Frauen- und Mädchen-Mannschaften des FCB. Für die Planung des Baus war von Vereinsseite der ehemalige Vereinspräsident Karl Hopfner verantwortlich. Die Leitung des Campus obliegt Jochen Sauer, sportlicher Leiter ist Markus Weinzierl.
Der FC Bayern Campus hat acht durchnummerierte Spielfelder, teils mit Naturrasen, teils mit Kunstrasen. Spielfeld 1 ist ein als Spielstätte bezeichnetes Stadion mit rund 2500 überdachten Zuschauerplätzen. An den Längsseiten des aus Naturrasen bestehenden Spielfelds befinden sich jeweils Sitzplatztribünen, auf der Südseite sind Stehplätze vorhanden, auf der Nordseite befindet sich der Umkleidetrakt. Die Tribünen haben eine umlaufende Lärmschutzfassade aus Industrieglas mit einer Höhe von elf Metern. In der Spielstätte tragen die U19, die U17 und mittlerweile auch die Frauenmannschaften des FC Bayern ihre Heimspiele aus, üblicherweise ist dabei nur die Osttribüne für Zuschauer geöffnet. Im Sommer 2018 wurde das ursprünglich innen fast gänzlich in Grau gehaltene Stadion, analog zu den Umgestaltungsmaßnahmen in der Allianz Arena, mit roter Farbe optisch aufgewertet. Die südlich des Stadions gelegenen Spielfelder 2 und 3 weisen als einzige der sieben weiteren Spielfelder einige nicht überdachte Stehstufen für Zuschauer auf. Von den acht Spielfeldern werden lediglich vier für den Spielbetrieb genutzt, die anderen vier dienen ausschließlich als Trainingsstätten. Eine Besonderheit stellt hierbei das Spielfeld 5 dar, durch das die Stadtgrenze verläuft, sodass sich der südliche Teil des Spielfelds in der Stadt München und der nördliche in der Gemeinde Oberschleißheim befinden.
Nördlich des Stadions und mit diesem durch einen Brückendurchgang verbunden befindet sich das Gebäude der Allianz FC Bayern Akademie. Sie bietet neben den Trainer- und Mitarbeiterbüros einen 1000 m² großen Athletik- und Rehabereich auch 35 Kleinwohnungen für Talente, die von außerhalb des Großraums München kommen. Mit etwa 30 ha Fläche ist der Campus vier Mal so groß wie das Vereinsgelände an der Säbener Straße. Auf dem vorderen Teil des Geländes befindet sich das sogenannte Clubheim mit einem Bistro, zudem gibt es auf dem Areal eine Dreifachsporthalle für die Abteilungen Basketball, Handball und Tischtennis, zwei Mini-Fußballfelder sowie Felder für Beachsoccer und Beachvolleyball. Darüber hinaus wurde für das Athletik- und Rehatraining ein kleiner Fitnesspark mit einem Fitnesshügel angelegt. Im äußersten Nordosten des Geländes befindet sich zudem ein Biotop-Bereich.
Der FC Bayern Campus verfügt über eine eigene Bushaltestelle an der Ingolstädter Straße, die von Montag bis Samstag bedient wird. Auf der Ostseite der Straße, in Fahrtrichtung stadtauswärts, hat die Haltestelle von Anbeginn an einen kleinen Wartebereich, der im Stil des FC Bayern gestaltet ist und über mehrere rote Klappsitze verfügt, wie sie auch in der Spielstätte und in der Allianz Arena verwendet werden. Im Jahr 2020 wurde die Haltestelle auf der Westseite der Straße ebenso gestaltet. 
Im Herbst 2019 erhielt das Nachwuchsleistungszentrum einen Fußballsimulator. Er besteht aus einem sechseckigen Mini-Stadion, das etwa die Größe eines halben Fußballfeldes hat. Es werden Spielsituationen und entsprechende Aufgaben für die Spieler mit Videoprojektoren auf die Wände geworfen. Vollautomatisierte Ballmaschinen können mehr als 50 verschiedene Trainingsformen in fünf Schwierigkeitsstufen darstellen. Der Simulator soll dabei helfen, die fußballspezifische Leistungsfähigkeit eines Spielers messtechnisch zu erfassen und zu bewerten.
Im Rahmen des Topspiels der Frauen-Bundesliga der Saison 2023/24 zwischen den Damenmannschaften des FC Bayerns und des Vfl Wolfsburg wurde erstmals eine Erweiterung der Zuschauerkapazität auf über 4000 Zuschauerplätze auf dem Spielfeld 1 erprobt. 4347 Zuschauer sahen am 5. November 2023 einen 2:1-Sieg der Heimmannschaft.

## Galerie

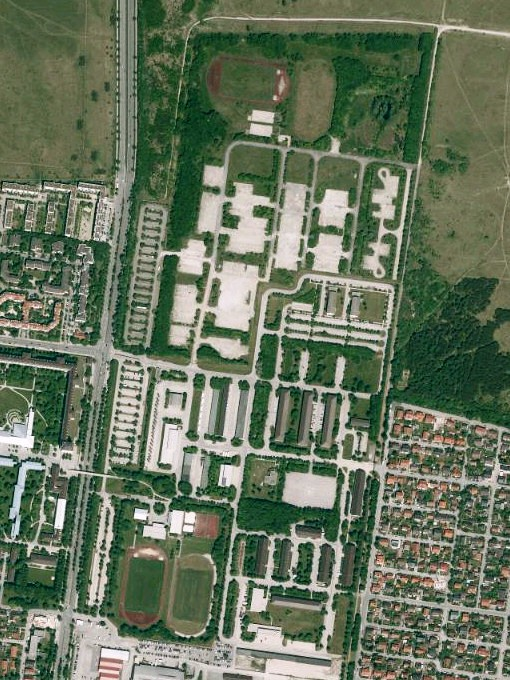
Luftaufnahme der Fürst-Wrede-Kaserne vor dem Bau des FC Bayern Campus (2012)
Luftaufnahme des Areals mit dem FC Bayern Campus in der oberen Hälfte des Bilds (2022)
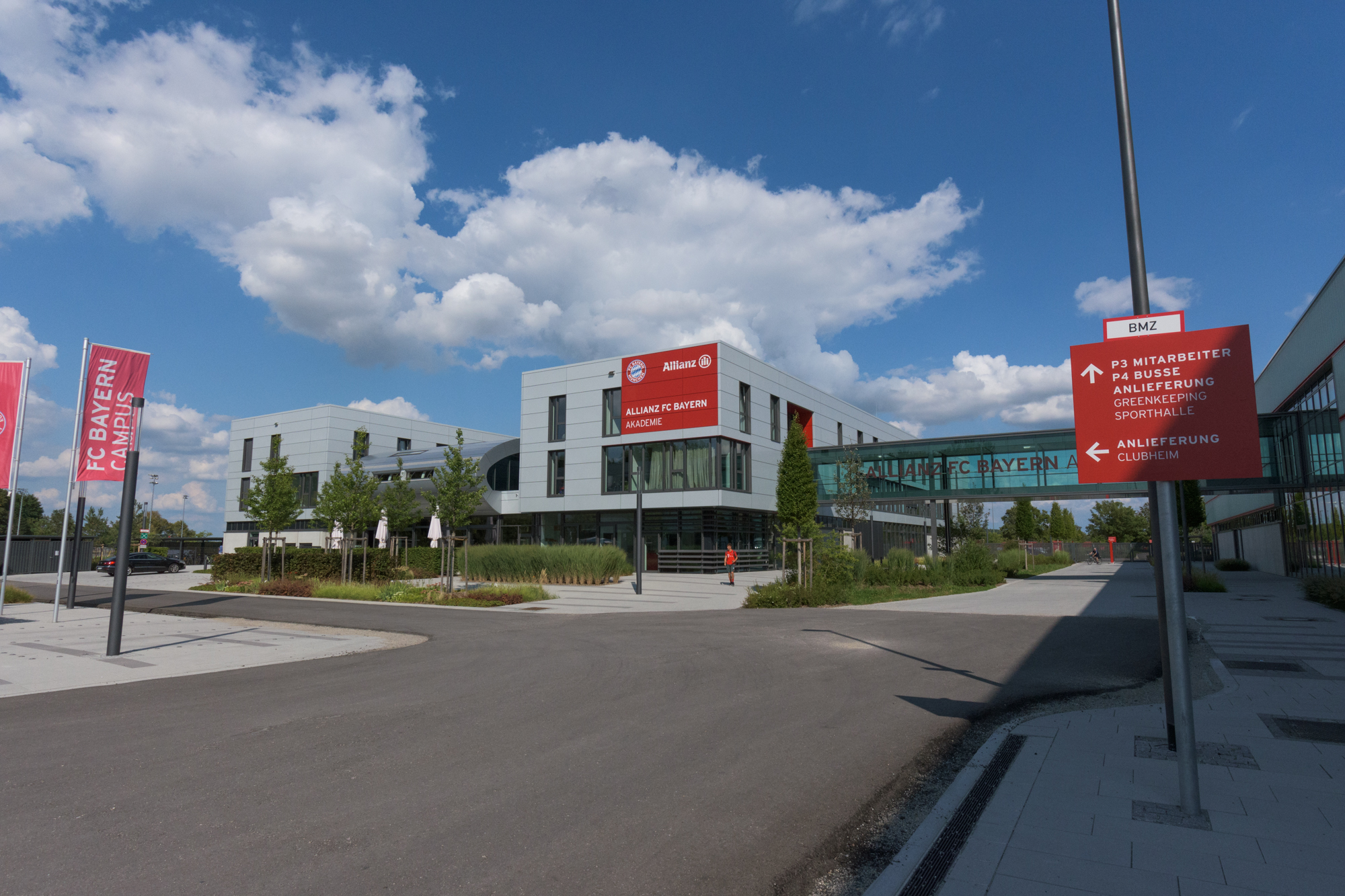
Die Allianz FC Bayern Akademie (2018)
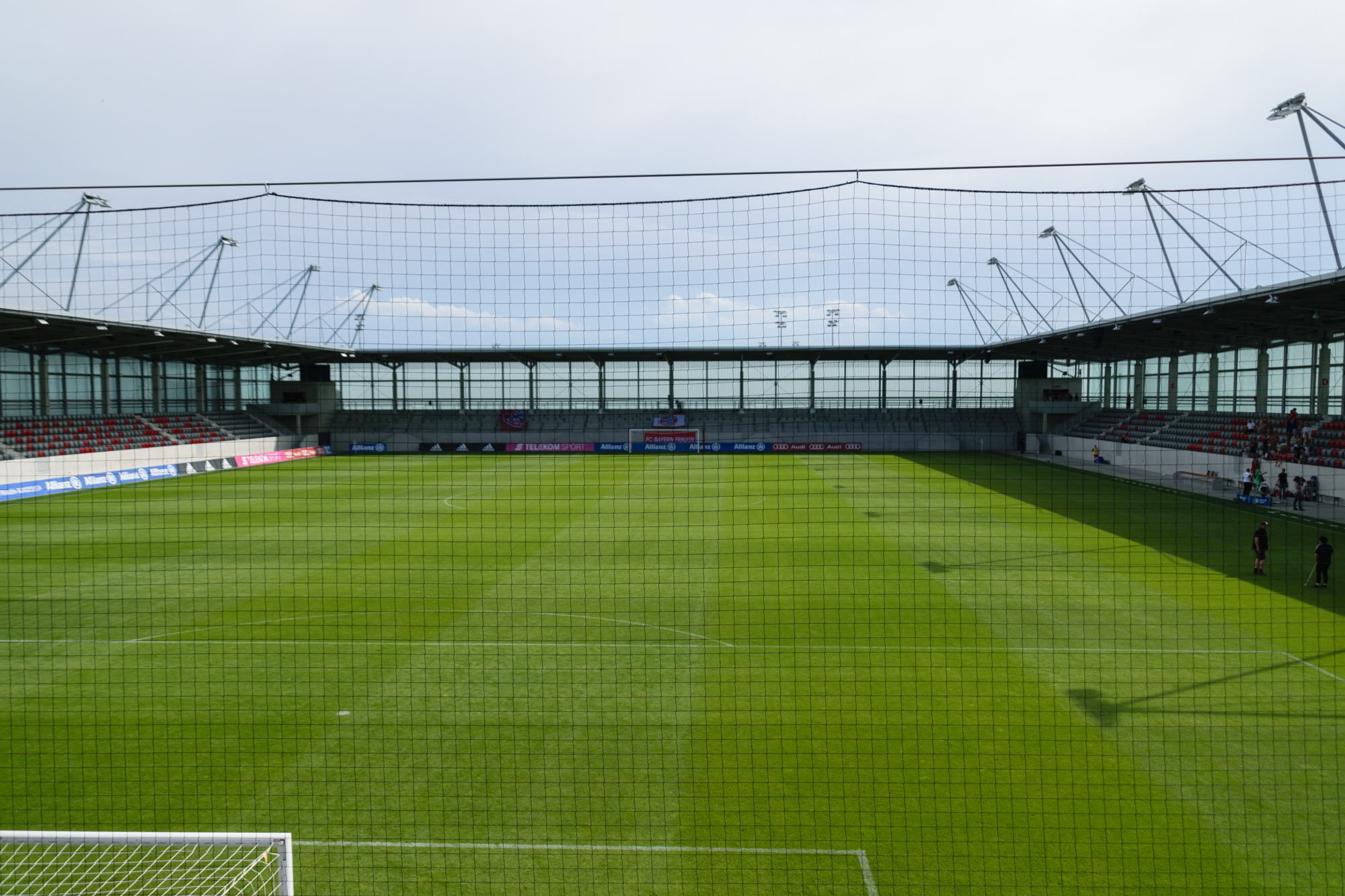
Blick von der Nordseite in das Stadion (2018)
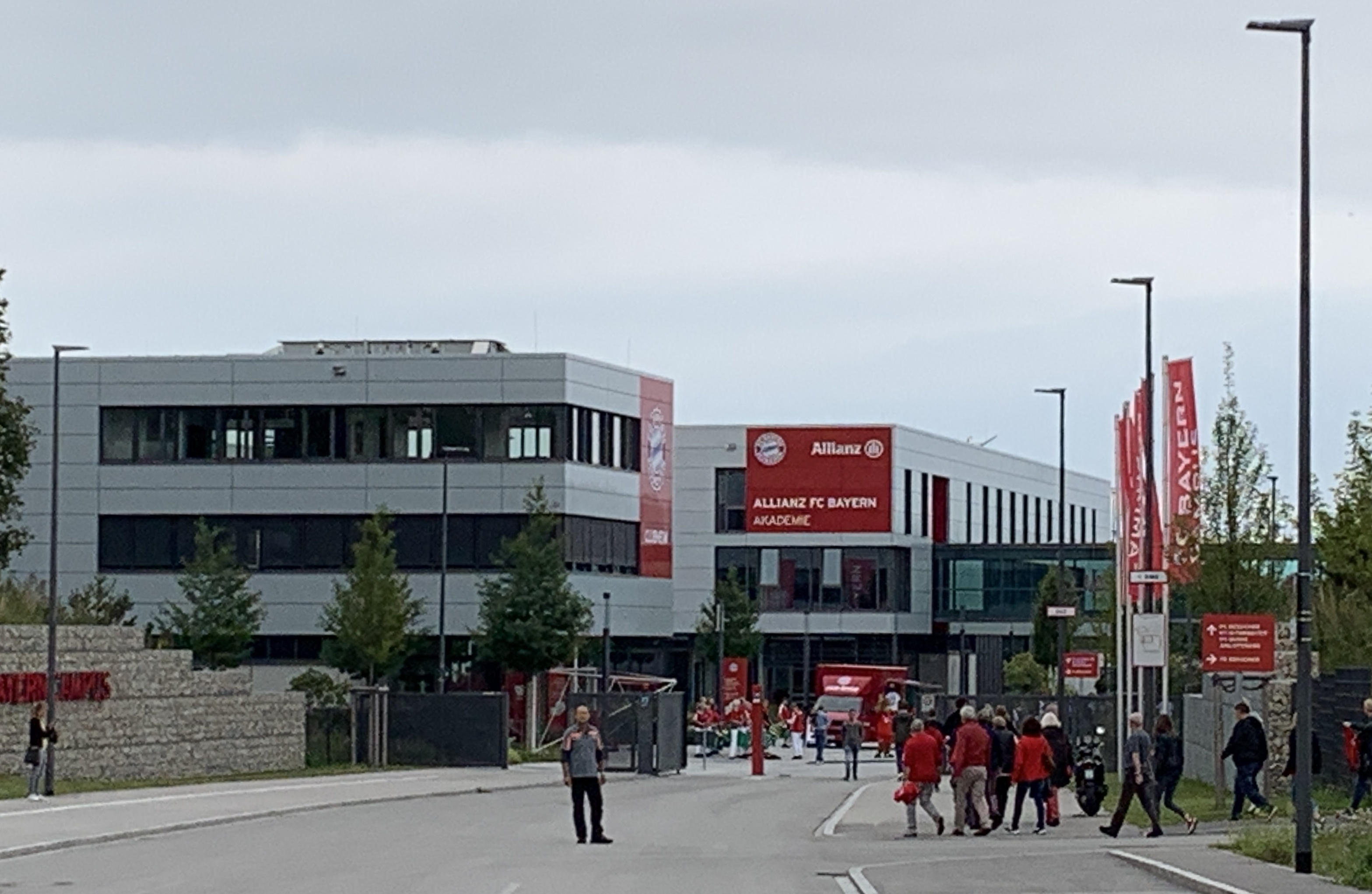
Der FC Bayern Campus an der Ingolstädter Straße (2019)